# Ниошо (Висконсин)
Ниошо (енгл. Neosho) град је у америчкој савезној држави Висконсин.

## Демографија
По попису из 2010. године број становника је 574, што је 19 (-3,2%) становника мање него 2000. године.
| Група             | 2000.       | 2010.       |
| Белци             | 584 (98,5%) | 554 (96,5%) |
| Афроамериканци    | 0 (0,0%)    | 3 (0,5%)    |
| Азијати           | 0 (0,0%)    | 1 (0,2%)    |
| Хиспаноамериканци | 3 (0,5%)    | 4 (0,7%)    |
| Укупно            | 593         | 574         |